# Joaquín del Castillo y Mayone
Joaquín del Castillo y Mayone (Barcelona, segle xix - Barcelona, segle XIX) va ser un mestre d'escola, periodista i escriptor, actiu a Barcelona al segon terç del segle xix.
Mestre d'educació primària català del segle xix nascut a Barcelona, fou també un periodista i escriptor d'ideologia liberal, que es va implicar en els moviments revolucionaris catalans del segon terç de segle xix, com les bullangues, entre 1835 i 1843. Es desconei el lloc i la data de la seva mort.
Castillo va ser un prolífic escriptor de literatura de diversa temàtica, de caràcter sentimental, com La prostitución, o Consecuencias de un mal ejemplo (1833), Adelaida o el suicidio (1833), política i anticlerical, com Las bullangas de Barcelona, o Sacudimientos de un pueblo oprimido por el Despotismo ilustrado (1837), signades amb les inicials "J del C y M", o també Exclamaciones de un expatriado (1833), i, fins i tot, ciència-ficció, com Viaje somniaéreo a la Luna, o Zulema y Lambert (1832). En la seu vessant de mestre, Castell publicà materials per a l'ensenyament de la lectoescriptura, com Arte metódico de enseñar a leer [...], fonamentat en la segmentació sil·làbica i compost per lliçons de dificultat progressiva, i Ortografía de la lengua castellana. A més de les nocions purament ortogràfiques, l'Ortografía de la lengua castellana para uso de toda clase de personas, con reglas particulares para los catalanes, valencianos y mallorquines, deducidas de su propio idioma, y observaciones sobre los escollos en que peligran y pueden evitar (1831) conté apunts ortològics i prosòdics, així com unes llistes de veus d'ortografia dubtosa per als catalanoparlants en especial, ja que aquesta obra va ser redactada per a ús d'aquells que tenien el català com a primera llengua. Altres obres també destacades són les seves novel·les El Tribunal de la Inquisición (1835) i La ciudadela inquisitorial de Barcelona o las víctimas del despotismo del conde de España (1836), i Frailismonía o grande historia de los frailes (1836).